# Shirase-Gletscher
Der Shirase-Gletscher (japanisch 白瀬氷河, Shirase Hyōga) ist ein großer Gletscher im ostantarktischen Königin-Maud-Land. Er fließt aus einem Gebiet unweit der Belgica Mountains in nördlicher Richtung zum Havsbotn, einer Nebenbucht der Lützow-Holm-Bucht an deren Kopfende.
Während der Lars-Christensen-Expedition 1936/37 wurde das vom Gletscher eingenommene Gebiet als Bucht kartiert und Instefjorden (norwegisch für Innerster Fjord) benannt. Bei Vermessungen durch Teilnehmer der von 1957 bis 1962 dauernden japanischen Antarktisexpedition wurde der Gletscher entdeckt und nach dem japanischen Polarforscher Shirase Nobu (1861–1946) benannt, Leiter der Ersten Japanischen Expedition (1910–1912).